# Letecký útok na Plzeň 16. října 1944
Letecký útok na Plzeň 16. října 1944 byla operace amerických vzdušných sil (USAAF) na podzim 1944, v průběhu druhé světové války. Při denním náletu bombardérů USAAF na západočeské město Plzeň měly být především poškozeny Škodovy závody, což se částečně podařilo.

## Pozadí
Plzeňské Škodovy závody, od začátku okupace součást koncernu strojíren Reichswerke Hermann Göring, byly pro nacistické Německo velmi důležité, neboť byly jednou z největších zbrojních továren v Evropě. Škodovka, velká strojírna, významný výrobce zbraní a lokomotiv, se stala cílem spojeneckých vzdušných útoků, neboť podle spojeneckých představ mělo její zničení zhoršit německé možnosti pokračovat ve válce, tedy ji zkrátit a ušetřit mnoho lidských životů. Na podzim 1944 musela Třetí říše odrážet na východu útok postupující Rudé armády, od jihu přes Itálii se přibližovaly americké a britské jednotky a po vylodění v Normandii v létě se otevřela západní fronta. Výkon zbrojního průmyslu byl pro německé velení důležitý a Albert Speer dokázal zvedat jeho produkci. Problémem pro Německo se v roce 1944 stal nedostatek leteckého benzínu, když se spojencům podařilo cílenými útoky na rafinérie a skladiště pohonných hmot snížit výrobu na 10 % původně vyráběného objemu. Nedostatek benzínu značně ochromil Luftwaffe.

## Předchozí útoky
Britské Královské letectvo (RAF) se snažilo útočit na Škodovy závody od roku 1940. Poloha továrny hluboko v týlu nepřítele a tedy na hranici doletu bombardovacích letadel značně omezovala možnosti útoků. Úspěch nočních náletů komplikovala i náročná navigace, přelet rozsáhlého nepřátelského území, neznalost terénu české krajiny a německá protivzdušná obrana. Královské letectvo svůj dosud poslední nálet na Plzeň provedlo v noci ze 13. na 14. května 1943. Letecké pumy poškodily Škodovky, ale mnoho pum dopadlo na civilní cíle včetně vsi Radčice a její okolí. Další nálet provedli až Američané v 22. února 1944 v rámci operace Argument, ale s nevalným výsledkem. Od března do podzimu 1944 byl nad Plzní klid.

## Letecký útok
15. letecká armáda USAAF vyslala z jihoitalských základen bombardovací svaz o síle téměř 600 bombardérů B-17 Flying Fortress a B-24 Liberator na cíle v Rakousku a bývalém Československu. Část z těchto letadel pokračovala přes Šumavu nad území Čech. U Nepomuku se rozdělila na dvě skupiny, jedna mířila na chemické závody u severočeského Záluží, druhá na Škodovku v Plzni. Před rozdělením svazu přilétly doprovodné stíhací letouny P-51 Mustang, 50 letadel od 325. stíhací skupiny a 53 letadel od 31. skupiny.
Sirény oznamující nálet se rozezněly v 11.03 a nad Plzeň přilétlo 61 či 65 bombardérů B-17 Flying Fortress od 5. bombardovacího křídla. Na Škodovku a přilehlou dělnickou čtvrť Karlov dopadlo celkem 26 pum, z toho dvě na Karlov, autoři J. Fišer a V. Laštovka uvádějí 32 pum (bez uvedení pramene). Zbylých přibližně 200 půltunových pum dopadlo mimo areál Škodovky, přičemž do oblasti Slovanského údolí a dnešních Zadních Skvrňan dopadlo asi 160 pum. Zasaženo bylo skladiště dřeva na ranžíru a výtopny Českomoravských drah (protektorátního nástupce ČSD), bomby dopadaly na obytné čtvrti Skvrňany, Lochotín, Roudná, též na Hlavní nádraží i v okolí Plzně. 16. října byl také poprvé bombardováním postižen areál plzeňského pivovaru Prazdroj na Pražském předměstí. Pět bomb dopadlo přímo na podnik a dalších 15 jich bylo shozeno na přilehlé pivovarské louky u řeky Mže. Konec náletu byl signalizován ve 13.24.
Celkem bylo v Plzni shozeno 307 tun výbušnin.

## Letecký souboj
Proti bombardovacímu svazu se stíhači vyletěly německé stíhače Messerschmitt Bf 109 a Focke-Wulf Fw 190 z Jagdgeschwader 3 „Udet“ (JG 3), JG 4 a JG 5 „Eismeer“. Rozpoutala se rozsáhlá letecká bitva s těžištěm v okolí Jesenice na Rakovnicku, odděleně proběhly další souboje u Horažďovic. Americké letectvo tuto bitvu jednoznačně vyhrálo, když nezaznamenalo žádnou ztrátu ani vážnější poškození, zatímco německé jednotky měly přes dvacet sestřelů či nouzových přistání a také 4 mrtvé letce a další těžce zraněné. Američtí stíhači při návratu zaútočili i na pozemní cíle, např. u Vodňan napadli nákladní vlak s cisternami.

## Následky a škody náletu
Zdroje uvádějí různé celkové počty obětí, od 26 osob po 30 osob, oběti jsou uváděny i v součtu jako 100 mrtvých a zraněných. Zraněno bylo 61 osob. Tři dny po bombardování, 19. října, proběhlo na ústředním hřbitově poslední rozloučení s 28 oběťmi. Hlavního projevu se ujal vrchní starosta Walther Sturm.
Ve městě bylo náletem zničeno 9 budov, dalších 11 bylo těžce poškozeno. O náhradu škody způsobené náletem požádalo 235 osob.

### Škodovy závody
Škody utrpělo 74 budov a elektrárna, přímo v továrně přišlo o život šest lidí, celkem zemřelo 17 pracovníků Škodovky.
Nejvíce byla poničena nová lokomotivka, na kterou spadlo 6 pum. V hale, která byla stále ještě ve výstavbě, byla umístěna výroba stíhače tanků Jagdpanzer 38(t) Hetzer. Přímo zasažená byla také dělovka a budova s přejímací síní děl, výbuchy v nich poškodily též pérovnu stojící mezi nimi. Zásah rozvodny a chladicí věže ochromil elektrickou ústřednu III. Po jednom zásahu přišla slévárna lehkých kovů o celou střechu a další puma zničila jeden z rohů hlavního skladu materiálu. Ostatní pumy nezasáhly přímo budovy, ale síla jejich explozí byla dostatečná pro vytlučení oken a poškodila střechy v širším okolí. Vznikla celá řada požárů, které byly hašeny až do noci. Paradoxně byla řada zařízení poškozena až při zásahu hasičů.
Výše škod po náletu, ať již v hlavním areálu, na kolonii Karlov či v detašovaných objektech, přesáhla 79 miliónů korun. Největší položkou se stalo poškození nové lokomotivky, které bylo ohodnoceno na 16,7 miliónu korun. Nálet sice způsobil velké poškození budov, jejichž propadlé střechy vzbuzovaly ze vzduchu dojem naprosté zkázy, ale pod nimi byly jen minimálně poškozené stroje výrobních provozů. Potvrzuje to i hlášení ze 17. října se o náletu a jeho důsledcích: „Škody na budovách a střechách jsou značné. Naproti tomu škody na strojích jsou nepatrné. Práce na obnovení výroby jsou v plném proudu“. Po provizorních opravách budov bylo možné ve většině případů spustit znovu výrobu. Podle historika Zdeňka Roučky však nebylo možné několik týdnů vyrábět stíhače tanků Hetzer. Na odstranění škod pracovala tisícovka lidí, opravy probíhaly až do listopadu, kdy ještě 11. listopadu bylo na nápravu nasazeno 484 pracovníků.
V přilehlé dělnické kolonii Karlov byla poškozena školní budova a škola se znovu přestěhovala do Skvrňan (v letech 1941–1946 se škola přestěhovala šestkrát).

### Pivovary a seřaďovací nádraží
V Měšťanském pivovaru zahynul zedník Martin Kleisner a tesaři Václav Kraus a Václav Špelina. Výbuchy na pivovarských loukách u řeky Mže porušily vodovodní potrubí a kabely propojující vodárnu s podnikovou elektrocentrálou, škody byly odstraněny během dvou dnů. U skladiště smoly bylo poškozeno oplocení závodu, které bylo provizorně opraveno dřevěnou hradbou. Škody byly provizorně napraveny zaměstnanci podniku během několika následujících dní v rámci nařízení o pracovní povinnosti občanů města Plzně.
V Pivovaru Gambrinus dopadla puma na ležácký sklep „Kaiser“, poškozeny byly i kolny nad sklepem sloužící ke skladování stavebního materiálu.
Na seřaďovacím nádraží byla pumami poškozena výtopna a skladiště dřeva.
Není jasné, zda pumy dopadající na pivovary byly nepřesným zásahem při útoku na nádraží či zda došlo k chybnému zaměření Škodových závodů.

### Obytné čtvrti
Ve Slovanském údolí bylo náletem poškozeno mnoho obytných domů a několik lidí při něm zemřelo. Bomby spadly roztroušeně do okolí Karlovarské třídy na Lochotíně, lehce poškodily čtyři domy pronajaté Měšťanským pivovarem.
V květnu 2019 bylo pro nález nevybuchlé 500liberní letecké pumy pocházející pravděpodobně z tohoto náletu evakuováno 20 tisíc obyvatel Skvrňan (článek na iDNES připsal bombu naopak poslednímu náletu na Plzeň).